# Roxana Baldetti
Pour les articles homonymes, voir Baldetti.
Roxana Baldetti, née le 13 mai 1962 à Guatemala, est une femme politique guatémaltèque. Elle est vice-présidente de la République du 14 janvier 2012 au 8 mai 2015.

## Biographie
Roxana Baldetti est née à Guatemala. Elle vient d'une famille conservatrice et catholique. Elle fréquente l'école primaire du Colegio Monte Carmelo, où elle obtient son diplôme d'enseignement primaire à Sagrado Corazón de Jesús, au centre historique du Guatemala. Elle obtient un baccalauréat en journalisme à l'université de San Carlos du Guatemala.
Roxana Baldetti commence à travailler dans le journal télévisé Aquí el Mundo. Elle est cofondatrice du programme d'informations TV Noticias. Elle travaille aussi à Univisión en tant que correspondante du Guatemala pour l'émission Primer Impacto.
Elle fonde une entreprise de produits de beauté et créé une chaîne de spas et de salons de coiffure.
Le 6 novembre 2011, elle est élue vice-présidente auprès du président Otto Pérez Molina. Tous les deux prennent leurs fonctions le 14 janvier 2012 pour quatre ans.
Elle démissionne le 8 mai 2015 après avoir été mise en cause dans un vaste réseau de fraudes douanières appelé La Línea. Elle est condamnée en décembre 2022 à 16 ans de prison. Selon l’enquête, quelque 3,5 millions de dollars de pots-de-vin ont été versés, tandis que le montant détourné par le biais de la fraude fiscale a atteint près de 10 millions de dollars entre 2013 à 2015.
Elle est par ailleurs accusée de trafic de drogue et devrait faire l'objet d'une demande d'extradition vers les États-Unis.